# Eiji Kawashima
Eiji Kawashima (川島永嗣?, Kawashima Eiji; Yono, 20 marzo 1983) è un calciatore giapponese, portiere del Júbilo Iwata.

## Biografia

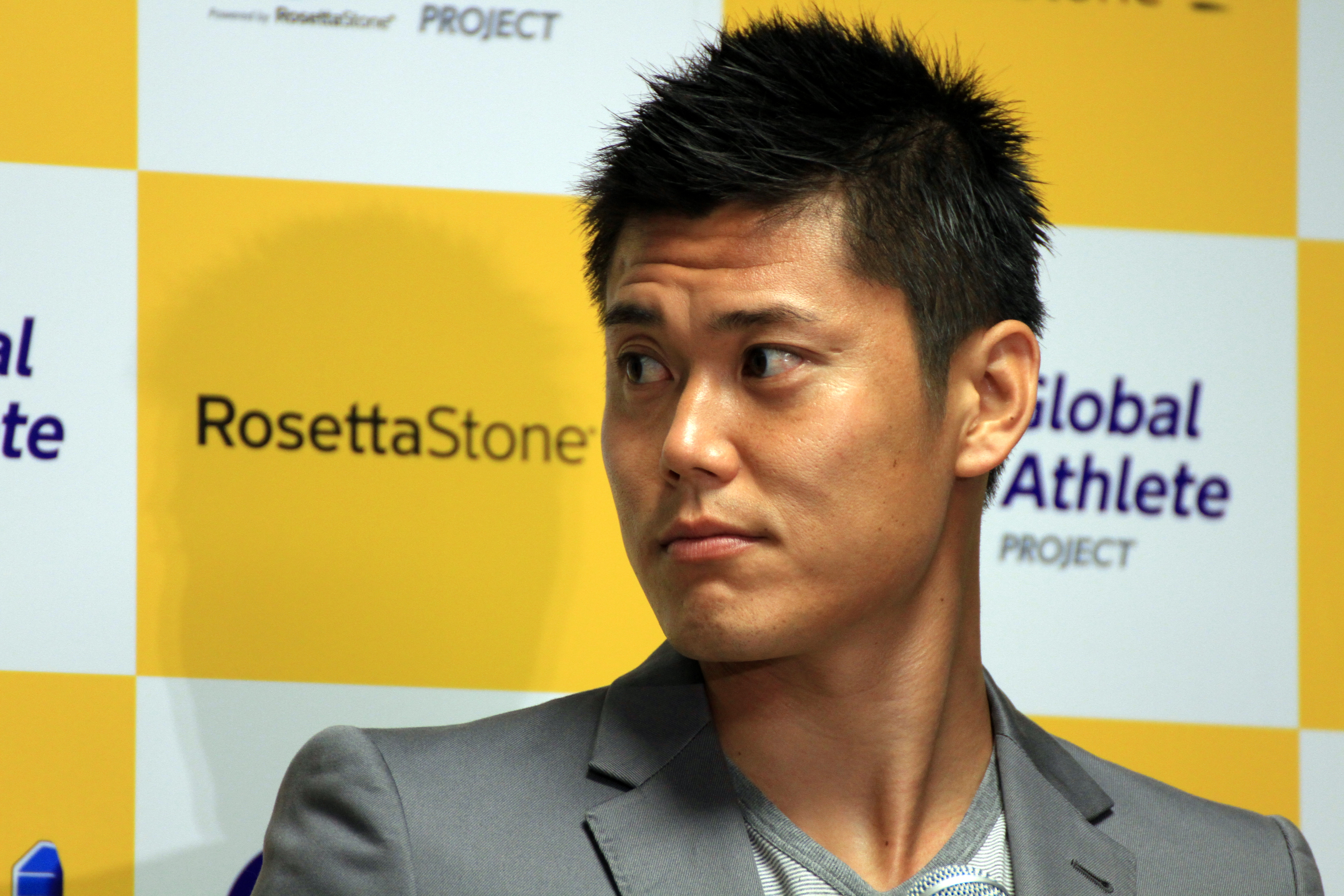
Eiji Kawashima durante la presentazione di un prodotto nel 2011.

È un grande ammiratore del portiere Sergio Goycochea, il quale ha ispirato Kawashima a diventare a sua volta un portiere.
Ha un fratello e una sorella, entrambi più grandi di lui.
Oltre alla sua lingua madre, il giapponese, Kawashima parla inglese, olandese, francese, italiano, portoghese e spagnolo. Ha affermato riguardo all'importanza delle lingue: "È difficile se il portiere non può parlare, non posso discutere con me stesso." Oltre al calcio, è un appassionato di moda. Kawashima ha rivelato di indossare lenti a contatto quando è in campo.
È sposato con sua moglie Hiroko, donna nippo-colombiana, dalla quale ha avuto due figli, un maschio e una femmina.
Come membro della nazionale giapponese, Kawashima ha contribuito a sviluppare un programma per migliorare le competenze linguistiche straniere degli atleti e allenatori giapponesi che giocano e allenano a livello internazionale. Al di fuori del calcio, si è anche impegnato ad aiutare i bambini con disabilità.
Nell'ottobre 2010, Kawashima ha firmato un contratto di sponsorizzazione con Samantha Thavasa. È apparso sulla copertina della rivista Ermenegildo Zegna nel giugno 2012. Al di fuori del calcio, Kawashima è considerato molto popolare nel suo paese nativo, il Giappone. Durante un pareggio per 1-1 contro il Genk il 18 dicembre 2010, almeno 500 tifosi giapponesi di Kawashima hanno visitato lo Herman Vanderpoortenstadion per vederlo giocare.

## Caratteristiche tecniche
Benché non sia mai riuscito a mettere ben a frutto le sue doti, Eiji Kawashima è comunque universalmente riconosciuto come uno dei più grandi portieri della storia del Giappone. Vanta un buon senso della posizione, unito a ottime doti atletiche, che gli permettono di realizzare eccellenti parate a tuffo, e le sue buone capacità nel salto gli consentono di parare anche i tiri alti. Non è dotato di una buona presa, infatti predilige la respinta. È veloce e reattivo, a volte tramite le sue uscite impedisce all'avversario di andare a rete nell'uno contro uno. In diverse occasioni è stato in grado di parare anche dei calci di rigore.
Il giornalista francese Laurent Ruquier, riferendosi a Kawashima, dichiarò «Quel portiere ha 4 mani».

## Carriera

### Club
Kawashima ha iniziato la sua carriera in patria, giocando con la maglia dell'Omiya Ardija e poi trasferendosi al Nagoya Grampus. Nel 2007, Kawashima viene acquistato dal Kawasaki Frontale per 150 milioni di yen, cifra che rappresentò per l'epoca il trasferimento record del calcio giapponese.
Nel 2010 Kawashima si trasferisce in Europa, venendo acquistato dalla formazione belga del Lierse, militante nella massima divisione. Nel corso della prima stagione, Kawashima risulta determinante per la salvezza finale raggiunta dal club.
Nell'agosto 2011, esattamente durante la gara contro il Beerschot AC, Kawashima è vittima di insulti razzisti da parte dei tifosi della squadra ospite ("Kawashima-Fukushima"), e si rifiuta quindi di continuare a giocare. L'arbitro sospenderà la gara dopo poco. Il 5 maggio viene nominato miglior giocatore del Lierse per il secondo anno consecutivo.
Nel 2012 Kawashima passa allo Standard Liegi.
Il 29 dicembre 2015 Kawashima, svincolato, si lega alla squadra scozzese del Dundee United.
Il 1º agosto 2016 viene annunciato il suo trasferimento ai francesi del Metz. Arrivato tra l'indifferenza generale e considerato terzo portiere nelle gerarchie della squadra, durante la seconda stagione a Metz il giapponese, complice anche l'infortunio del portiere titolare Thomas Didillon, diviene primo portiere e, nonostante la difficile stagione del Metz, che lotta per la salvezza, si rivela come uno dei migliori giocatori della squadra. A fine anno la squadra retrocede dalla Ligue 1, e nonostante Kawashima manifesti la disponibilità di rimanere anche in Ligue 2, il Metz annuncia la volontà di non rinnovare il contratto in scadenza del portiere nipponico.
Svincolatosi dal Metz, nell'agosto 2018 firma un contratto annuale con lo Strasburgo. Kawashima ha avuto poche occasioni per scendere in campo, verrà impiegato come primo portiere solo nella stagione 2020-2021 per la maggior parte del campionato francese in quanto i due portieri titolari erano infortunati, con risultati apprezzabili.

### Nazionale

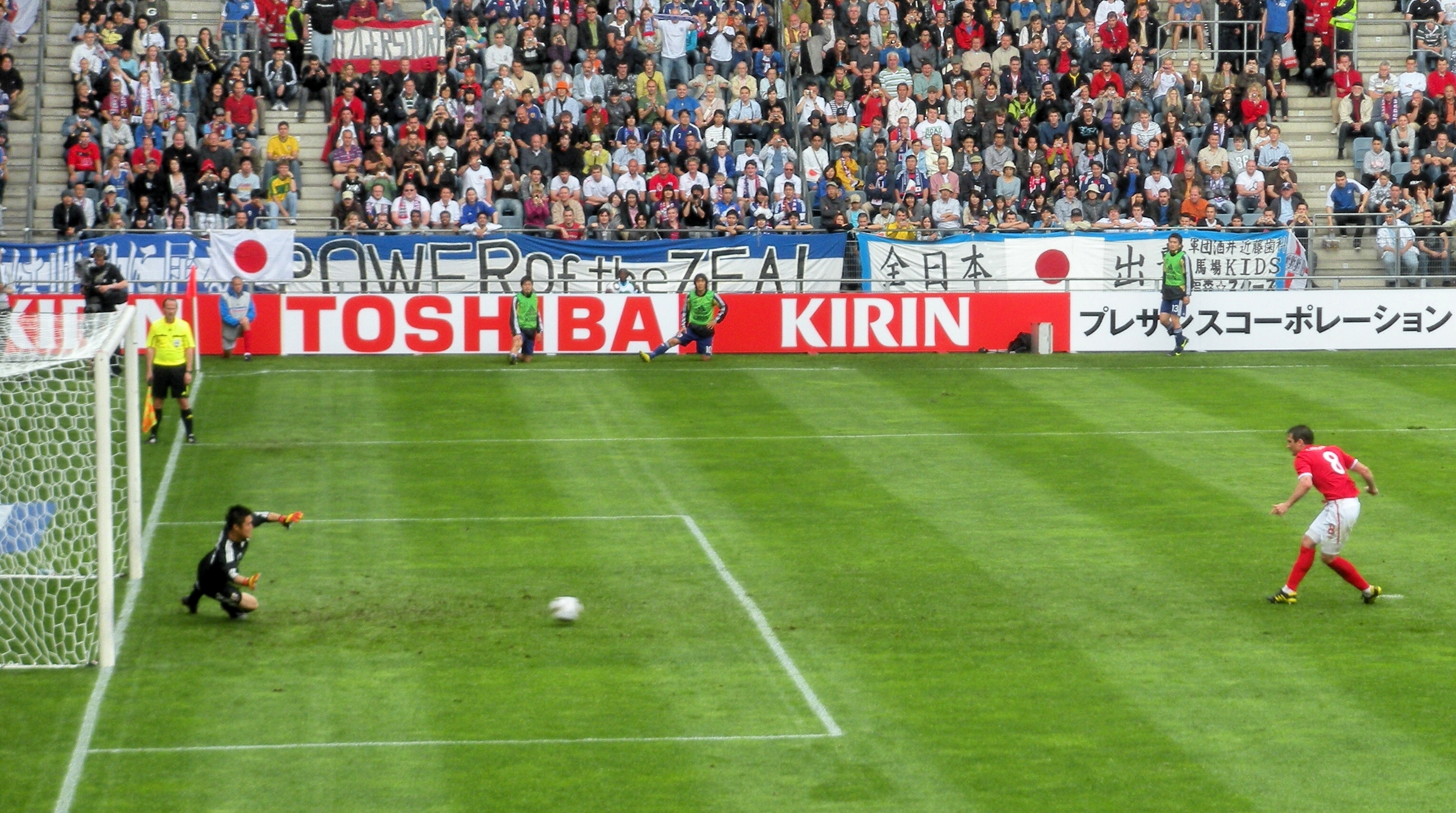
Kawashima para il rigore a Lampard nell'amichevole contro l'Inghilterra nel 2010

Kawashima diventa primo portiere della Nazionale giapponese, con cui ha esordito nel 2008, dopo l'amichevole con l'Inghilterra del 30 maggio 2010, in cui ha parato un rigore a Frank Lampard. In quella partita il Giappone ha perso solo a causa di due autoreti.
Durante i Mondiali 2010 difende la porta del Giappone, inserito nel Gruppo E, prendendo solo due gol in totale. Il primo contro i Paesi Bassi di Wesley Sneijder e il secondo contro la Danimarca; in quest'ultimo frangente ha subito gol da John Dahl Tomasson dopo avergli parato un rigore, col danese che ha segnato sulla ribattuta. Durante il match agli ottavi contro il Paraguay riuscirà a mantenere la porta inviolata, ma non riuscirà a impedire la sconfitta della sua Nazionale non avendo bloccato rigori.
Il 26 gennaio 2011, durante la Coppa d'Asia 2011, sarà decisivo nel passaggio del Giappone alla finale, parando due rigori alla Corea del Sud. Il 29 gennaio, il Giappone si aggiudica la coppa d'Asia in finale contro l'Australia per 1-0, al termine di un match durissimo e conclusosi ai supplementari. Kawashima sarà nominato "Man of the Match" per il gran numero di goal impediti.
Giocherà come portiere nella nazionale nipponica nell'amichevole contro la Francia, nella prima storica vittoria contro la nazionale francese per 1-0, grazie a Kawashima la loro porta rimane inviolata per tutta la partita.
Ai Mondiali 2014 è nuovamente titolare della nazionale.
Nel 2018, in virtù delle sue buone prestazioni con il Metz, viene convocato per i Mondiali di Russia, partecipando dunque per la terza volta in carriera ad un Mondiale.
Verrà convocato in nazionale per partecipare all'edizione 2019 della Copa América dove il Giappone verrà eliminata nella fase a girone perdendo contro il Cile e pareggiando con l'Uruguay e l'Ecuador.
Viene inserito nella lista dei 26 convocati per il Mondiale 2022, non venendo tuttavia mai impiegato nelle 4 partite disputate dal Giappone.
Dopo 15 anni di esperienza in nazionale giapponese, il 15 dicembre 2022 annuncia attraverso i social il suo ritiro, accumulando complessivamente 95 presenze.

## Statistiche

### Presenze e reti nei club
Statistiche aggiornate al 30 luglio 2022.
| Stagione                 | Squadra                  | Campionato               | Campionato | Campionato | Coppe nazionali | Coppe nazionali | Coppe nazionali | Coppe continentali | Coppe continentali | Coppe continentali | Altre coppe | Altre coppe | Altre coppe | Totale | Totale |
| Stagione                 | Squadra                  | Comp                     | Pres       | Reti       | Comp            | Pres            | Reti            | Comp               | Pres               | Reti               | Comp        | Pres        | Reti        | Pres   | Reti   |
| ------------------------ | ------------------------ | ------------------------ | ---------- | ---------- | --------------- | --------------- | --------------- | ------------------ | ------------------ | ------------------ | ----------- | ----------- | ----------- | ------ | ------ |
| 2001                     | Omiya Ardija             | J2                       | 0          | 0          | CdL+CI          | 0               | 0               | -                  | -                  | -                  | -           | -           | -           | 0      | 0      |
| 2002                     | Omiya Ardija             | J2                       | 8          | -6         | CI              | 4               | -2              | -                  | -                  | -                  | -           | -           | -           | 12     | -8     |
| 2003                     | Omiya Ardija             | J2                       | 33         | -37        | CI              | 0               | 0               | -                  | -                  | -                  | -           | -           | -           | 33     | -37    |
| Totale Omiya Ardija      | Totale Omiya Ardija      | Totale Omiya Ardija      | 41         | -43        |                 | 4               | -2              |                    | -                  | -                  |             | -           | -           | 45     | -45    |
| 2004                     | Nagoya Grampus           | J1                       | 4          | -6         | CdL+CI          | 8+0             | -13+0           | -                  | -                  | -                  | -           | -           | -           | 12     | -19    |
| 2005                     | Nagoya Grampus           | J1                       | 3          | -4         | CdL+CI          | 6+1             | -8 + -2         | -                  | -                  | -                  | -           | -           | -           | 10     | -14    |
| 2006                     | Nagoya Grampus           | J1                       | 10         | -18        | CdL+CI          | 4+0             | -8+0            | -                  | -                  | -                  | -           | -           | -           | 14     | -26    |
| Totale Nagoya Grampus    | Totale Nagoya Grampus    | Totale Nagoya Grampus    | 17         | -28        |                 | 19              | -31             |                    | -                  | -                  |             | -           | -           | 36     | -59    |
| 2007                     | Kawasaki Frontale        | J1                       | 34         | -48        | CdL+CI          | 3+4             | -4 + -1         | ACL                | 7                  | -3                 | -           | -           | -           | 48     | -56    |
| 2008                     | Kawasaki Frontale        | J1                       | 34         | -42        | CdL+CI          | 1+1             | 0 + -1          | -                  | -                  | -                  | -           | -           | -           | 36     | -43    |
| 2009                     | Kawasaki Frontale        | J1                       | 34         | -40        | CdL+CI          | 3+1             | -3 + -2         | ACL                | 9                  | -13                | -           | -           | -           | 47     | -58    |
| gen.-giu. 2010           | Kawasaki Frontale        | J1                       | 11         | -20        | CdL             | 0               | 0               | ACL                | 6                  | -8                 | -           | -           | -           | 17     | -28    |
| Totale Kawasaki Frontale | Totale Kawasaki Frontale | Totale Kawasaki Frontale | 113        | -150       |                 | 13              | -11             |                    | 22                 | -24                |             | -           | -           | 148    | -185   |
| 2010-2011                | Lierse                   | D1                       | 23+5       | -46 + -8   | CB              | 2               | -4              | -                  | -                  | -                  | -           | -           | -           | 30     | -58    |
| 2011-2012                | Lierse                   | D1                       | 30+6       | -36 + -7   | CB              | 6               | -8              | -                  | -                  | -                  | -           | -           | -           | 42     | -51    |
| Totale Lierse            | Totale Lierse            | Totale Lierse            | 53+11      | -82 + -15  |                 | 8               | -12             |                    | -                  | -                  |             | -           | -           | 72     | -109   |
| 2012-2013                | Standard Liegi           | D1                       | 30+10      | -33 + -14  | CB              | 0               | 0               | -                  | -                  | -                  | -           | -           | -           | 40     | -47    |
| 2013-2014                | Standard Liegi           | D1                       | 27+10      | -14 + -11  | CB              | 1               | 0               | UEL                | 9                  | -10                | -           | -           | -           | 47     | -35    |
| 2014-2015                | Standard Liegi           | D1                       | 11         | -26        | CB              | 1               | -4              | UCL+UEL            | 4+3                | -5 + -5            | -           | -           | -           | 19     | -40    |
| Totale Standard Liegi    | Totale Standard Liegi    | Totale Standard Liegi    | 68+20      | -73 + -25  |                 | 2               | -4              |                    | 16                 | -20                |             | -           | -           | 106    | -122   |
| gen.-giu. 2016           | Dundee Utd               | SP                       | 16         | -27        | SC+CdL          | 3+0             | 0               | -                  | -                  | -                  | -           | -           | -           | 19     | -27    |
| 2016-2017                | Metz                     | L1                       | 5          | -6         | CF+CdL          | 1+0             | -2+0            | -                  | -                  | -                  | -           | -           | -           | 6      | -8     |
| 2017-2018                | Metz                     | L1                       | 30         | -60        | CF+CdL          | 1+0             | -2+0            | -                  | -                  | -                  | -           | -           | -           | 31     | -62    |
| Totale Metz              | Totale Metz              | Totale Metz              | 35         | -66        |                 | 2               | -4              |                    | -                  | -                  |             | -           | -           | 37     | -70    |
| 2018-2019                | Strasburgo               | L1                       | 1          | 0          | CF+CdL          | 0               | 0               | -                  | -                  | -                  | -           | -           | -           | 1      | 0      |
| 2019-2020                | Strasburgo               | L1                       | 0          | 0          | CF+CdL          | 0               | 0               | -                  | -                  | -                  | -           | -           | -           | 0      | 0      |
| 2020-2021                | Strasburgo               | L1                       | 24         | -31        | CF              | 0               | 0               | -                  | -                  | -                  | -           | -           | -           | 24     | -31    |
| 2021-2022                | Strasburgo               | L1                       | 1          | 0          | CF              | 1               | 0               | -                  | -                  | -                  | -           | -           | -           | 2      | 0      |
| Totale Strasburgo        | Totale Strasburgo        | Totale Strasburgo        | 26         | -31        |                 | 1               | 0               |                    | -                  | -                  |             | -           | -           | 27     | -31    |
| Totale carriera          | Totale carriera          | Totale carriera          | 400        | -540       |                 | 52              | -64             |                    | 38                 | -44                |             | -           | -           | 490    | -648   |

### Cronologia presenze e reti in nazionale
| Cronologia completa delle presenze e delle reti in nazionale ― Giappone | Cronologia completa delle presenze e delle reti in nazionale ― Giappone | Cronologia completa delle presenze e delle reti in nazionale ― Giappone | Cronologia completa delle presenze e delle reti in nazionale ― Giappone | Cronologia completa delle presenze e delle reti in nazionale ― Giappone | Cronologia completa delle presenze e delle reti in nazionale ― Giappone | Cronologia completa delle presenze e delle reti in nazionale ― Giappone | Cronologia completa delle presenze e delle reti in nazionale ― Giappone |
| Data                                                                    | Città                                                                   | In casa                                                                 | Risultato                                                               | Ospiti                                                                  | Competizione                                                            | Reti                                                                    | Note                                                                    |
| ----------------------------------------------------------------------- | ----------------------------------------------------------------------- | ----------------------------------------------------------------------- | ----------------------------------------------------------------------- | ----------------------------------------------------------------------- | ----------------------------------------------------------------------- | ----------------------------------------------------------------------- | ----------------------------------------------------------------------- |
| 17-2-2008                                                               | Chongqing                                                               | Giappone                                                                | 1 – 1                                                                   | Corea del Nord                                                          | Coppa dell'Asia orientale 2008                                          | -1                                                                      |                                                                         |
| 20-1-2009                                                               | Kumamoto                                                                | Giappone                                                                | 2 – 1                                                                   | Yemen                                                                   | Qual. Coppa d'Asia 2011                                                 | -1                                                                      |                                                                         |
| 28-1-2009                                                               | Riffa                                                                   | Bahrein                                                                 | 1 – 0                                                                   | Giappone                                                                | Qual. Coppa d'Asia 2011                                                 | -1                                                                      |                                                                         |
| 5-9-2009                                                                | Enschede                                                                | Paesi Bassi                                                             | 3 – 0                                                                   | Giappone                                                                | Amichevole                                                              | -3                                                                      |                                                                         |
| 10-10-2009                                                              | Yokohama                                                                | Giappone                                                                | 2 – 0                                                                   | Scozia                                                                  | Amichevole                                                              | -                                                                       |                                                                         |
| 14-10-2009                                                              | Rifu                                                                    | Giappone                                                                | 5 – 0                                                                   | Togo                                                                    | Amichevole                                                              | -                                                                       |                                                                         |
| 14-11-2009                                                              | Port Elizabeth                                                          | Sudafrica                                                               | 0 – 0                                                                   | Giappone                                                                | Amichevole                                                              | -                                                                       |                                                                         |
| 18-11-2009                                                              | Hong Kong                                                               | Hong Kong                                                               | 0 – 4                                                                   | Giappone                                                                | Qual. Coppa d'Asia 2011                                                 | -                                                                       |                                                                         |
| 30-5-2010                                                               | Graz                                                                    | Giappone                                                                | 1 – 2                                                                   | Inghilterra                                                             | Amichevole                                                              | -2                                                                      |                                                                         |
| 4-6-2010                                                                | Sion                                                                    | Giappone                                                                | 0 – 2                                                                   | Costa d'Avorio                                                          | Amichevole                                                              | -2                                                                      |                                                                         |
| 14-6-2010                                                               | Bloemfontein                                                            | Giappone                                                                | 1 – 0                                                                   | Camerun                                                                 | Mondiali 2010 - 1º turno                                                | -                                                                       |                                                                         |
| 19-6-2010                                                               | Durban                                                                  | Paesi Bassi                                                             | 1 – 0                                                                   | Giappone                                                                | Mondiali 2010 - 1º turno                                                | -1                                                                      |                                                                         |
| 24-6-2010                                                               | Rustenburg                                                              | Danimarca                                                               | 1 – 3                                                                   | Giappone                                                                | Mondiali 2010 - 1º turno                                                | -1                                                                      |                                                                         |
| 29-6-2010                                                               | Pretoria                                                                | Paraguay                                                                | 0 – 0 dts (5 – 3 dtr)                                                   | Giappone                                                                | Mondiali 2010 - Ottavi di finale                                        | -                                                                       |                                                                         |
| 4-9-2010                                                                | Yokohama                                                                | Giappone                                                                | 1 – 0                                                                   | Paraguay                                                                | Amichevole                                                              | -                                                                       |                                                                         |
| 8-10-2010                                                               | Saitama                                                                 | Giappone                                                                | 1 – 0                                                                   | Argentina                                                               | Amichevole                                                              | -                                                                       | 85’                                                                     |
| 9-1-2011                                                                | Doha                                                                    | Giappone                                                                | 1 – 1                                                                   | Giordania                                                               | Coppa d'Asia 2011 - 1º turno                                            | -1                                                                      |                                                                         |
| 13-1-2011                                                               | Doha                                                                    | Siria                                                                   | 1 – 2                                                                   | Giappone                                                                | Coppa d'Asia 2011 - 1º turno                                            | -                                                                       | 72’                                                                     |
| 21-1-2011                                                               | Doha                                                                    | Giappone                                                                | 3 – 2                                                                   | Qatar                                                                   | Coppa d'Asia 2011 - Quarti di finale                                    | -2                                                                      |                                                                         |
| 25-1-2011                                                               | Doha                                                                    | Giappone                                                                | 2 – 2 dts (3 – 0 dtr)                                                   | Corea del Sud                                                           | Coppa d'Asia 2011 - Semifinale                                          | -2                                                                      |                                                                         |
| 29-1-2011                                                               | Doha                                                                    | Australia                                                               | 0 – 1 dts                                                               | Giappone                                                                | Coppa d'Asia 2011 - Finale                                              | -                                                                       | [ 41 ]                                                                  |
| 1-6-2011                                                                | Niigata                                                                 | Giappone                                                                | 0 – 0                                                                   | Perù                                                                    | Amichevole                                                              | -                                                                       |                                                                         |
| 7-6-2011                                                                | Yokohama                                                                | Giappone                                                                | 0 – 0                                                                   | Rep. Ceca                                                               | Amichevole                                                              | -                                                                       |                                                                         |
| 10-8-2011                                                               | Sapporo                                                                 | Giappone                                                                | 3 – 0                                                                   | Corea del Sud                                                           | Amichevole                                                              | -                                                                       |                                                                         |
| 2-9-2011                                                                | Saitama                                                                 | Giappone                                                                | 1 – 0                                                                   | Corea del Nord                                                          | Qual. Mondiali 2014                                                     | -                                                                       |                                                                         |
| 6-9-2011                                                                | Tashkent                                                                | Uzbekistan                                                              | 1 – 1                                                                   | Giappone                                                                | Qual. Mondiali 2014                                                     | -1                                                                      |                                                                         |
| 11-10-2011                                                              | Osaka                                                                   | Giappone                                                                | 8 – 0                                                                   | Tagikistan                                                              | Qual. Mondiali 2014                                                     | -                                                                       |                                                                         |
| 11-11-2011                                                              | Dushanbe                                                                | Tagikistan                                                              | 0 – 4                                                                   | Giappone                                                                | Qual. Mondiali 2014                                                     | -                                                                       |                                                                         |
| 29-2-2012                                                               | Toyota                                                                  | Giappone                                                                | 0 – 1                                                                   | Uzbekistan                                                              | Qual. Mondiali 2014                                                     | -1                                                                      |                                                                         |
| 23-5-2012                                                               | Shizuoka                                                                | Giappone                                                                | 2 – 0                                                                   | Azerbaigian                                                             | Amichevole                                                              | -                                                                       |                                                                         |
| 3-6-2012                                                                | Saitama                                                                 | Giappone                                                                | 3 – 0                                                                   | Oman                                                                    | Qual. Mondiali 2014                                                     | -                                                                       |                                                                         |
| 8-6-2012                                                                | Saitama                                                                 | Giappone                                                                | 6 – 0                                                                   | Giordania                                                               | Qual. Mondiali 2014                                                     | -                                                                       |                                                                         |
| 12-6-2012                                                               | Brisbane                                                                | Australia                                                               | 1 – 1                                                                   | Giappone                                                                | Qual. Mondiali 2014                                                     | -1                                                                      |                                                                         |
| 15-8-2012                                                               | Sapporo                                                                 | Giappone                                                                | 1 – 1                                                                   | Venezuela                                                               | Amichevole                                                              | -1                                                                      |                                                                         |
| 6-9-2012                                                                | Niigata                                                                 | Giappone                                                                | 1 – 0                                                                   | Emirati Arabi Uniti                                                     | Amichevole                                                              | -                                                                       |                                                                         |
| 11-9-2012                                                               | Saitama                                                                 | Giappone                                                                | 1 – 0                                                                   | Iraq                                                                    | Qual. Mondiali 2014                                                     | -                                                                       |                                                                         |
| 12-10-2012                                                              | Saint-Denis                                                             | Francia                                                                 | 0 – 1                                                                   | Giappone                                                                | Amichevole                                                              | -                                                                       |                                                                         |
| 16-10-2012                                                              | Breslavia                                                               | Giappone                                                                | 0 – 4                                                                   | Brasile                                                                 | Amichevole                                                              | -4                                                                      |                                                                         |
| 14-11-2012                                                              | Mascate                                                                 | Oman                                                                    | 1 – 2                                                                   | Giappone                                                                | Qual. Mondiali 2014                                                     | -1                                                                      |                                                                         |
| 6-2-2013                                                                | Kōbe                                                                    | Giappone                                                                | 3 – 0                                                                   | Lettonia                                                                | Amichevole                                                              | -                                                                       |                                                                         |
| 22-3-2013                                                               | Doha                                                                    | Giappone                                                                | 2 – 1                                                                   | Canada                                                                  | Amichevole                                                              | -1                                                                      |                                                                         |
| 26-3-2013                                                               | Amman                                                                   | Giordania                                                               | 2 – 1                                                                   | Giappone                                                                | Qual. Mondiali 2014                                                     | -2                                                                      |                                                                         |
| 30-5-2013                                                               | Toyota                                                                  | Giappone                                                                | 0 – 2                                                                   | Bulgaria                                                                | Amichevole                                                              | -2                                                                      |                                                                         |
| 4-6-2013                                                                | Saitama                                                                 | Giappone                                                                | 1 – 1                                                                   | Australia                                                               | Qual. Mondiali 2014                                                     | -1                                                                      |                                                                         |
| 11-6-2013                                                               | Doha                                                                    | Iraq                                                                    | 0 – 1                                                                   | Giappone                                                                | Qual. Mondiali 2014                                                     | -                                                                       |                                                                         |
| 15-6-2013                                                               | Brasilia                                                                | Brasile                                                                 | 3 – 0                                                                   | Giappone                                                                | Conf. Cup 2013 - 1º turno                                               | -3                                                                      |                                                                         |
| 19-6-2013                                                               | Recife                                                                  | Italia                                                                  | 4 – 3                                                                   | Giappone                                                                | Conf. Cup 2013 - 1º turno                                               | -4                                                                      |                                                                         |
| 22-6-2013                                                               | Belo Horizonte                                                          | Giappone                                                                | 1 – 2                                                                   | Messico                                                                 | Conf. Cup 2013 - 1º turno                                               | -2                                                                      |                                                                         |
| 14-8-2013                                                               | Rifu                                                                    | Giappone                                                                | 2 – 4                                                                   | Uruguay                                                                 | Amichevole                                                              | -4                                                                      |                                                                         |
| 10-9-2013                                                               | Utrecht                                                                 | Giappone                                                                | 3 – 1                                                                   | Ghana                                                                   | Amichevole                                                              | -1                                                                      |                                                                         |
| 11-10-2013                                                              | Novi Sad                                                                | Serbia                                                                  | 2 – 0                                                                   | Giappone                                                                | Amichevole                                                              | -2                                                                      |                                                                         |
| 15-10-2013                                                              | Minsk                                                                   | Bielorussia                                                             | 1 – 0                                                                   | Giappone                                                                | Amichevole                                                              | -1                                                                      |                                                                         |
| 19-11-2013                                                              | Bruxelles                                                               | Belgio                                                                  | 2 – 3                                                                   | Giappone                                                                | Amichevole                                                              | -2                                                                      |                                                                         |
| 5-3-2014                                                                | Tokyo                                                                   | Giappone                                                                | 4 – 2                                                                   | Nuova Zelanda                                                           | Amichevole                                                              | -2                                                                      |                                                                         |
| 27-5-2014                                                               | Saitama                                                                 | Giappone                                                                | 1 – 0                                                                   | Cipro                                                                   | Amichevole                                                              | -                                                                       |                                                                         |
| 2-6-2014                                                                | Tampa                                                                   | Costa Rica                                                              | 1 – 3                                                                   | Giappone                                                                | Amichevole                                                              | -1                                                                      |                                                                         |
| 14-6-2014                                                               | Recife                                                                  | Costa d'Avorio                                                          | 2 – 1                                                                   | Giappone                                                                | Mondiali 2014 - 1º turno                                                | -2                                                                      |                                                                         |
| 19-6-2014                                                               | Natal                                                                   | Giappone                                                                | 0 – 0                                                                   | Grecia                                                                  | Mondiali 2014 - 1º turno                                                | -                                                                       |                                                                         |
| 24-6-2014                                                               | Cuiabá                                                                  | Giappone                                                                | 1 – 4                                                                   | Colombia                                                                | Mondiali 2014 - 1º turno                                                | -4                                                                      |                                                                         |
| 5-9-2014                                                                | Sapporo                                                                 | Giappone                                                                | 0 – 2                                                                   | Uruguay                                                                 | Amichevole                                                              | -2                                                                      |                                                                         |
| 9-9-2014                                                                | Yokohama                                                                | Giappone                                                                | 2 – 2                                                                   | Venezuela                                                               | Amichevole                                                              | -2                                                                      |                                                                         |
| 14-10-2014                                                              | Singapore                                                               | Giappone                                                                | 0 – 4                                                                   | Brasile                                                                 | Amichevole                                                              | -4                                                                      |                                                                         |
| 14-11-2014                                                              | Toyota                                                                  | Giappone                                                                | 6 – 0                                                                   | Honduras                                                                | Amichevole                                                              | -                                                                       | 81’                                                                     |
| 18-11-2014                                                              | Osaka                                                                   | Giappone                                                                | 2 – 1                                                                   | Australia                                                               | Amichevole                                                              | -1                                                                      |                                                                         |
| 12-1-2015                                                               | Newcastle                                                               | Giappone                                                                | 4 – 0                                                                   | Palestina                                                               | Coppa d'Asia 2015 - 1º turno                                            | -                                                                       |                                                                         |
| 16-1-2015                                                               | Brisbane                                                                | Iraq                                                                    | 0 – 1                                                                   | Giappone                                                                | Coppa d'Asia 2015 - 1º turno                                            | -                                                                       |                                                                         |
| 20-1-2015                                                               | Melbourne                                                               | Giappone                                                                | 2 – 0                                                                   | Giordania                                                               | Coppa d'Asia 2015 - 1º turno                                            | -                                                                       |                                                                         |
| 23-1-2015                                                               | Sydney                                                                  | Giappone                                                                | 1 – 1 dts (4 – 5 dtr)                                                   | Emirati Arabi Uniti                                                     | Coppa d'Asia 2015 - Quarti di finale                                    | -1                                                                      |                                                                         |
| 31-3-2015                                                               | Tokyo                                                                   | Giappone                                                                | 5 – 1                                                                   | Uzbekistan                                                              | Amichevole                                                              | -1                                                                      |                                                                         |
| 11-6-2015                                                               | Yokohama                                                                | Giappone                                                                | 4 – 0                                                                   | Iraq                                                                    | Amichevole                                                              | -                                                                       |                                                                         |
| 16-6-2015                                                               | Saitama                                                                 | Giappone                                                                | 0 – 0                                                                   | Singapore                                                               | Qual. Mondiali 2018                                                     | -                                                                       |                                                                         |
| 3-6-2016                                                                | Toyota                                                                  | Giappone                                                                | 7 – 2                                                                   | Bulgaria                                                                | Amichevole                                                              | -2                                                                      |                                                                         |
| 23-3-2017                                                               | Al Ain                                                                  | Emirati Arabi Uniti                                                     | 0 – 2                                                                   | Giappone                                                                | Qual. Mondiali 2018                                                     | -                                                                       |                                                                         |
| 28-3-2017                                                               | Saitama                                                                 | Giappone                                                                | 4 – 0                                                                   | Thailandia                                                              | Qual. Mondiali 2018                                                     | -                                                                       |                                                                         |
| 7-6-2017                                                                | Chōfu                                                                   | Giappone                                                                | 1 – 1                                                                   | Siria                                                                   | Amichevole                                                              | -1                                                                      |                                                                         |
| 13-6-2017                                                               | Teheran                                                                 | Iraq                                                                    | 1 – 1                                                                   | Giappone                                                                | Qual. Mondiali 2018                                                     | -1                                                                      |                                                                         |
| 31-8-2017                                                               | Saitama                                                                 | Giappone                                                                | 2 – 0                                                                   | Australia                                                               | Qual. Mondiali 2018                                                     | -                                                                       |                                                                         |
| 5-9-2017                                                                | Gedda                                                                   | Arabia Saudita                                                          | 1 – 0                                                                   | Giappone                                                                | Qual. Mondiali 2018                                                     | -1                                                                      |                                                                         |
| 6-10-2017                                                               | Toyota                                                                  | Giappone                                                                | 2 – 1                                                                   | Nuova Zelanda                                                           | Amichevole                                                              | -1                                                                      |                                                                         |
| 10-11-2017                                                              | Villeneuve-d'Ascq                                                       | Giappone                                                                | 1 – 3                                                                   | Brasile                                                                 | Amichevole                                                              | -3                                                                      |                                                                         |
| 14-11-2017                                                              | Bruges                                                                  | Belgio                                                                  | 1 – 0                                                                   | Giappone                                                                | Amichevole                                                              | -1                                                                      |                                                                         |
| 27-3-2018                                                               | Liegi                                                                   | Giappone                                                                | 1 – 2                                                                   | Ucraina                                                                 | Amichevole                                                              | -2                                                                      |                                                                         |
| 30-5-2018                                                               | Yokohama                                                                | Giappone                                                                | 0 – 2                                                                   | Ghana                                                                   | Amichevole                                                              | -2                                                                      |                                                                         |
| 8-6-2018                                                                | Lugano                                                                  | Svizzera                                                                | 2 – 0                                                                   | Giappone                                                                | Amichevole                                                              | -2                                                                      |                                                                         |
| 19-06-2018                                                              | Saransk                                                                 | Colombia                                                                | 1 – 2                                                                   | Giappone                                                                | Mondiali 2018 - 1º turno                                                | -1                                                                      | 90+3’                                                                   |
| 24-6-2018                                                               | Ekaterinburg                                                            | Giappone                                                                | 2 – 2                                                                   | Senegal                                                                 | Mondiali 2018 - 1º turno                                                | -2                                                                      |                                                                         |
| 28-6-2018                                                               | Volgograd                                                               | Giappone                                                                | 0 – 1                                                                   | Polonia                                                                 | Mondiali 2018 - 1º turno                                                | -1                                                                      | cap.                                                                    |
| 2-7-2018                                                                | Rostov sul Don                                                          | Belgio                                                                  | 3 – 2                                                                   | Giappone                                                                | Mondiali 2018 - Ottavi di finale                                        | -3                                                                      |                                                                         |
| 21-6-2019                                                               | Porto Alegre                                                            | Uruguay                                                                 | 2 – 2                                                                   | Giappone                                                                | Coppa America 2019 - 1º turno                                           | -2                                                                      |                                                                         |
| 25-6-2019                                                               | Belo Horizonte                                                          | Ecuador                                                                 | 1 – 1                                                                   | Giappone                                                                | Coppa America 2019 - 1º turno                                           | -1                                                                      |                                                                         |
| 19-11-2019                                                              | Suita                                                                   | Giappone                                                                | 1 – 4                                                                   | Venezuela                                                               | Amichevole                                                              | -4                                                                      |                                                                         |
| 28-5-2021                                                               | Chiba                                                                   | Giappone                                                                | 10 – 0                                                                  | Birmania                                                                | Qual. Mondiali 2022                                                     | -                                                                       |                                                                         |
| 15-6-2021                                                               | Suita                                                                   | Giappone                                                                | 5 – 1                                                                   | Kirghizistan                                                            | Qual. Mondiali 2022                                                     | -1                                                                      |                                                                         |
| 29-3-2022                                                               | Saitama                                                                 | Giappone                                                                | 1 – 1                                                                   | Vietnam                                                                 | Qual. Mondiali 2022                                                     | -1                                                                      |                                                                         |
| 10-6-2022                                                               | Kobe                                                                    | Giappone                                                                | 4 – 1                                                                   | Ghana                                                                   | Amichevole                                                              | -1                                                                      |                                                                         |
| Totale                                                                  |                                                                         | Presenze (12º posto)                                                    | 95                                                                      |                                                                         | Reti                                                                    | -104                                                                    |                                                                         |

## Palmarès

### Competizioni nazionali
- Coppa di Lega francese: 1

Strasburgo: 2018-2019

### Nazionale
- Kirin Cup: 2

2009, 2011
- Coppa d'Asia: 1

2011

### Individuale
- Squadra del campionato giapponese: 1

2009
- Premio Fair-Play del campionato giapponese: 1

2009